# 80式空対艦誘導弾
80式空対艦誘導弾（はちまるしきくうたいかんゆうどうだん）は、日本が開発・配備した空対艦ミサイル（対艦誘導弾）。別称はASM-1。1980年から航空自衛隊に配備が開始されている。技術開発は技術研究本部、主契約会社は三菱重工業で、川崎重工業と富士重工業を協力会社とし、総開発費は113億円とされている。

## 来歴
昭和40年代、第3次防衛力整備計画に基づき、「F-86Fの後継機として戦技訓練が可能で支援戦闘の潜在能力をもち、かつ超音速飛行の能力を有する練習機」としてT-2の開発が進められていた。その設計段階では、ブルパップ空対地ミサイルも話題になり、指令誘導装置の後日装備余地を確保することも検討されたものの、真剣な議論には至らなかった。
T-2の開発の主契約会社は三菱重工業であったが、富士重工業も協力者として開発に参画していた。そしてXT-2の初飛行の直前にあたる1971年6月、パリ航空ショーにおいて、同社は、フランスのマトラ社より、空対艦ミサイルの開発に関する接触を受けていた。当時、ヨーロッパでは、同国のアエロスパシアル社のエグゾセ、西ドイツのメッサーシュミット・ベルコウ・ブローム（MBB）社のコルモランなど、新世代の対艦ミサイルの開発が進められているところであった。
1972年からは、T-2をもとに単座化し、爆撃能力の強化や外部搭載能力の増加などを図った支援戦闘機の開発が着手され、1976年11月の部隊使用承認とともにF-1と命名された。同機の開発段階では、ヨーロッパの情勢も踏まえ、将来構想（プロビジョン）として近距離空対艦ミサイル（ASM）の運用も想定されていた。その後、F-1の開発進展に伴って、こちらの開発も進められることになり、1973年11月30日の要求性能上申ののち、1974年3月28日に基本要目が決定され、翌日には基本設計命令が下され、8月10日にはその報告が示された。以後、昭和49年度から昭和53年度にかけて試作が実施されるとともに、昭和50年度より各年度の試作に関連する技術試験が実施され、昭和53年度末をもって試作を完了した。
技術試験においては、昭和52年度第3四半期より誘導弾の発射試験を開始しており、1979年5月からは航空自衛隊による実用試験に入った。これらの発射試験では、模擬標的に対し15発を発射予定であったものが直撃弾が続出して標的が破損してしまったために1発を残して終了したり、「かや」を実艦標的として実弾3発を発射予定であったものが初弾で撃沈してしまったために2発を残して終了したりと、予想以上に誘導制御性能が良好であることが確認された。
F-1支援戦闘機を発射母機とすることを前提に開発された物だが、F-4EJ改戦闘機およびF-2戦闘機でも運用される。

## 設計

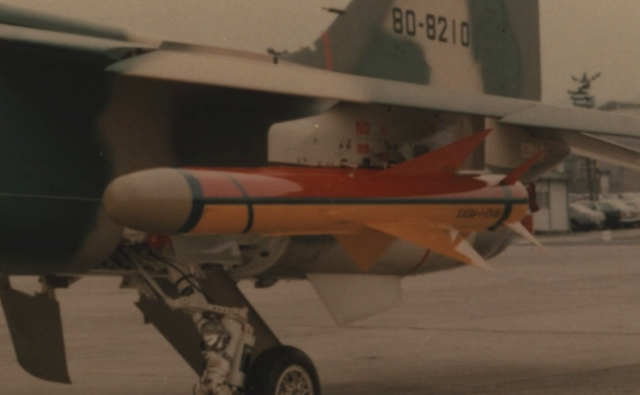
F-1に搭載されたXASM-1

ミサイルは葉巻型の胴体中部に4枚の主翼および末尾に4枚の操舵翼をつけた形状となっている。ミサイルは、前方よりセンサー部、誘導部、弾頭部、エンジン部からなる。
エンジンは固体燃料ロケットを用いている。4軸の操舵翼は電気サーボ機構によって駆動されており、最大舵角は±20度、最大出力トルクは3.5 kgf·mである。
誘導方式としては、中途航程ではストラップ・ダウン方式の慣性誘導、終末航程ではアクティブ・レーダー・ホーミング（ARH）誘導を使用する。レーダーの動作周波数はXバンドである。電子防護に配慮しているほか、周波数変換機能や電波妨害源追尾機能を備えていると考えられている。またこのほか、シースキマーとして、飛翔高度測定のためFM/CW方式の電波高度計を備えている。目標への突入はシャローダイブまたはシースキミングである。

対艦誘導弾の発達・開発系譜

このミサイルは、当初より発展性を考慮したモジュール設計となっており、日本の対艦誘導弾ファミリーの基となった。これを基に推進機関をジェットエンジン化した88式地対艦誘導弾・90式艦対艦誘導弾・91式空対艦誘導弾・93式空対艦誘導弾が開発されている。また、コスト管理により低価格化への配慮が払われている。

## 登場作品

### 映画
『ゴジラ (1984年の映画)』
F-1をベースにした架空機である「F-1CCV」に搭載されたものが、東京湾に出現したゴジラに対して使用される。
『ゴジラvsモスラ』
F-15Jに搭載されたものが、海上を進むバトラに対して使用される。ただし、実際のF-15Jは本誘導弾を搭載できない。
『生物彗星WoO』
防衛隊所属機が、出現した怪獣に対して使用する。

### アニメ・漫画
『終末トレインどこへいく?』
第5話にて、稲荷山公園駅付近の航空自衛隊基地を襲撃した玲実に対し、F-4EJ戦闘機が2発を発射する。しかし、稲荷山周辺は異変によって街、基地、人々がすべて異常に小さくなっており、街の外から来た玲実にはミサイルが小さすぎて効果が薄く、玲実の振り回す電柱に2発とも叩き落されてしまった。

### 小説
『異聞・ミッドウェー海戦』
豊田有恒短編集『異聞・ミッドウェー海戦-タイムパトロール極秘ファイル』所収、角川書店、1987年）
現実には存在しない艦対艦ミサイル型が登場。歴史改変を目論む未来人によって、演習中にミッドウェー海戦直前にタイムスリップしてしまったしらね型護衛艦「くらま」に搭載されており、アメリカ海軍空母を撃沈すべく使用されかける。
『天空の富嶽』
田中光二の架空戦記小説。
航空自衛隊のF-1支援戦闘機が中国人民解放軍海軍空母「天安」（旧「ヴァリャーグ」）艦隊の攻撃に使用。F-2との速度差から結果的に時間差攻撃となり、「天安」が既に被弾していた事から護衛艦艇を狙い、杭州級駆逐艦「福州」、蘭州級駆逐艦「蘭州」と「海口」、江凱型フリゲート「馬鞍山」を中破させる。
『パラレルワールド大戦争』
豊田有恒のSF小説。
松代大本営跡に生じたタイムトンネルを通じて1945年の日本に介入した自衛隊の装備として登場。同じく1945年の日本に送られたF-1支援戦闘機に搭載してアメリカ海軍艦への攻撃に使われたほか、月光や屠龍といった日本軍の双発戦闘機にも搭載され、対艦攻撃に用いられる。